# Leptobrachella serasanae
Leptobrachella serasanae är en groddjursart som beskrevs av Dring 1984. Leptobrachella serasanae ingår i släktet Leptobrachella och familjen Megophryidae. IUCN kategoriserar arten globalt som sårbar. Inga underarter finns listade i Catalogue of Life.